# Antillotyphlops dominicanus
Antillotyphlops dominicanus — вид змій родини сліпунів (Typhlopidae). Ендемік Домініки.

## Поширення і екологія
Antillotyphlops dominicanus є ендеміками острова Домініка в архіпелазі Малих Антильських островів. Вони живуть в прибережних склерофітних лісах та в садах.